# Hermodor de Siracusa
Hermodor de Siracusa (en grec antic: Ἑρμόδωρος, llatí: Hermodorus) va ser un filòsof de l'antiga Grècia deixeble de Plató. És conegut, gràcies a les referències de Diògenes Laerci, perquè va fer circular les obres del seu mestre i les va vendre a Sicília, d'on venia el proverbi λόγοισιν Ἑρμόδωρος ἐμπορεύεται. Va escriure dues obres, pel cap baix: Περὶ Πλάτωνος i Περὶ μαθημάτων (Sobre Plató i Sobre les matemàtiques). Jonsius l'inclogué en la seva obra De Scriptoribus Historiae Philosophicae (1659).